# Mahdistoprøret
Mahdistoprøret (engelsk: Mahdist Revolt, Mahdistkrigen (Mahdist War), Sudankrigen (Sudan Campaign) eller den britisk-sudanesiske krig (Anglo-Sudan War) var en kolonikrig udkæmpet i slutningen af det 19. århundrede mellem de sudanesiske mahdister og egyptiske og senere britiske styrker.
Mahdismen (arabisk arabisk: المهدية; al-Mahdiyyah) var en islamsk politisk og religiøs bevægelse i Sudan grundlagt af Muhammad Ahmad, som den 29. juni 1881 erklærede sig som al-mahdi ("Den retledede," islams Messias). Bevægelsens mål var at løsrive Sudan fra egyptisk styre, at afskaffe den stadig voksende indflydelse fra Vesten og at oprette et islamsk teokrati. Mahdisternes stat kom til at styre hele Sudan i omtrent 15 år.
Muhammad Ali af Egypten havde erobret de nordlige dele af Sudan i 1820'erne, og i 1821 grundlagde han byen al-Ḫarṭūm, og hans søn og efterfølger Ibrahīm Bāšā flyttede rigets grænser helt til i nærheden af Victoriasøen. Oprindelig skyldtes erobringen delvist ønsket om at skaffe slaver til den egyptiske hær. I 1882 blev Egypten under Tafwiq Pasha besat af britiske styrker og gjort til et britisk protektorat.
I det egyptiske Sudan var der en voksende modvilje mod regeringsmagten, som krævede høje skatter og ville afskaffe slaveriet, og det førte til, at Muḥammad Aḥmad erklærede sig som mahdi og erklærede jihad – hellig krig – mod regeringen i al-Qāhira. Således begyndte mahdistoprøret. Mahdisterne vandt flere sejre mod egyptiske regeringsstyrker, og derved fik oprøret en bredere tilslutning. Egyptiske garnisoner i Sudan blev isolerede, og generalguvernør Charles George Gordon befandt sig i al-Ḫarṭūm, da den egyptiske regering besluttede at evakuere Sudan og trække sine soldater tilbage. Fra marts 1884 til januar 1885 blev al-Ḫarṭūm belejret før, den blev indtaget og generalmajor Gordon blev dræbt. Briterne sendte en ekspedition, kendt som Nilekspeditionen, for at hjælpe Gordon, men den ankom til al-Ḫarṭūm to dage for sent og fandt, at hele garnisonen var massakreret af mahdisterne. I 1885 blev der også sendt en ekspedition til Sawakin, men til trods for militær fremgang kunne den ikke ændre situationen og blev også trukket tilbage. Den egyptiske evakuering blev fuldført, og mahdisterne var nu herskere over hele Sudan.
I 1893 og 1894 vandt italienerne to sejre over mahdisterne, men de måtte afdæmpe deres koloniambitioner efter, at de i 1896 blev besejrede af etiopierne i slaget ved Adwa. Samme år ledede lord Herbert Kitchener de egyptiske soldater nu forstærket med en britisk ekspeditionsstyrke mod mahdisterne for at generobre Sudan. To år senere var mahdisterne endeligt besejrede. Efter en aftale af 19. januar 1899 blev Sudan nu til Anglo-egyptisk Sudan underlagt britisk (og formelt set også egyptisk) styre, og Sudans grænser mod syd blev fastsatte. Som et resultat af briternes styre blev slaveriet afskaffet.
Under mahdisternes 14 år lange styre antager man, at Sudans befolkning gik ned fra 7 millioner til 2-3 millioner. Krigen blev blandt andet beskrevet af den senere britiske statsminister Winston Churchill, som deltog i den afgørende sidste fase, The River War.